# Fernando Farese
Fernando Farese, nome d'arte di Fernando Bonora (Mantova, 1901 – Firenze, 29 novembre 1956), è stato un attore italiano.

## Biografia
Nasce a Mantova nel 1901, inizia la lavorare come attor giovane generico in alcune compagnie della città, per passare negli anni 30 nella Compagnia di Romano Calò, alla fine degli anni 30 l'EIAR, lo scrittura come componente della Compagnia di prosa di Radio Roma, dove rimarrà per circa 20 anni, recitando in centinaia di commedie e radiodrammi, divenendo una delle voci più ricorrenti del periodo.
Nel 1938 è il Prologo in L'Amfiparnaso di Orazio Vecchi con Licia Albanese, Micaela Giustiniani e Guido Gatti al Teatro Comunale di Firenze ed Oliviero in Come vi piace di William Shakespeare per la regia di Jacques Copeau con Massimo Pianforini, Enzo Biliotti, Sandro Ruffini, Gatti, Nerio Bernardi, Umberto Melnati, Giuseppe Pierozzi, Franco Scandurra, Checco Rissone, Nella Bonora, Letizia Bonini e Zoe Incrocci al Giardino di Boboli e recitato anche nel 1939 al Teatro della Pergola con Attilia Radice.
Sempre nel 1939 è Neri ne La strega di Anton Francesco Grazzini con Gatti, Alberto Archetti, Dory Cei, Amilcare Pettinelli, Augusto Marcacci, la Bonini e Riccardo Billi in Piazza de' Peruzzi. 
Negli anni quaranta e cinquanta reciterà nella prosa anche per Radio Milano e Radio Firenze.
Cugino dell'attrice e doppiatrice Nella Maria Bonora, con cui ebbe modo di lavorare spesso, sia in teatro che alla radio.
Debutta nel cinema solo nel 1949, nella pellicola La mano della morta, dopo la quale sarà presente solo in altri 2 film.
Nel 1955 è il viandante nella prima assoluta di La conchiglia di Lino Liviabella con Nicola Filacuridi e Dino Dondi nel ridotto del Teatro Comunale di Firenze.
Muore dopo una grave malattia a Firenze nel 1956.

## Prosa radiofonica
- EIAR

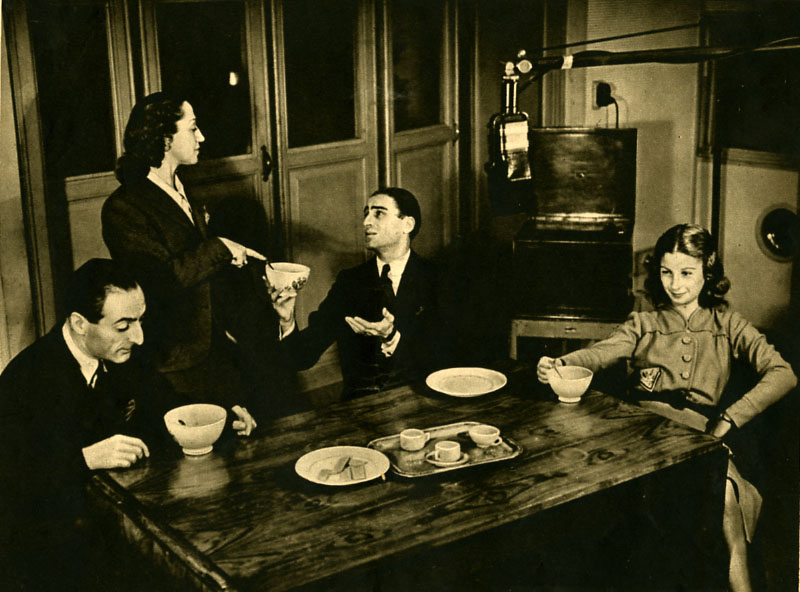
Fernando Farese, Rina Centenaro, Angelo Bizzarri e Diana Torrieri in "Questi ragazzi" di Gherardo Gherardi 1942 radio EIAR Roma

- L'arrisicata, commedia di Riccardo Marchi, regia drll'autore, trasmessa il 12 giugno 1940
- Oh, Eidelberga mia!, tre atti di Wilhelm Weyer Foester, regia di Enzo Ferrieri, trasmessa il 7 gennaio 1943, nel programma "A".
- La principessa lontana, commedia di Hermann Sudermann, regia di Pietro Masserano Taricco, trasmessa il 20 febbraio 1943.
- Il mare dalla finestra, commedia di Giuseppe Lanza, regia di Enzo Ferrieri (1943)

- RAI
- Hedda Gabler, di Henrik Ibsen, regia di Enzo Ferrieri, 7 febbraio 1946.
- L'albergo dei poveri, di Maksim Gor'kij, regia di Enzo Ferrieri, trasmessa il 6 giugno 1946.
- La frontiera, commedai di Leopoldo Trieste, regia di Enzo Ferrieri, trasmessa il 11 settembre 1946
- L'altro figlio, commedia di Luigi Pirandello, regia di Enzo Convalli, trasmessa il 13 ottobre 1946
- Ciò che non si dice, commedia di Stefano Landi, regia di Enzo Convalli, trasmessa il 20 gennaio 1947
- Il mio cuore è sugli altipiani, di William Saroyan, regia di Enzo Ferrieri, trasmessa il 26 settembre 1948.
- Knoch, o il trionfo della medicina, di Jules Romains, regia di Enzo Convalli,  trasmessa il 28 ottobre 1948.
- Erano tutti miei figli, di Arthur Miller, regia di Umberto Benedetto, trasmessa il 21 maggio 1951.
- Casa di bambola, dramma Henrik Ibsen, regia di Enzo Ferrieri, trasmessa il 20 dicembre 1951.
- La scuola dei padri, commedia di Stefano Pirandello, regia di Corrado Pavolini, trasmessa il 24 febbraio 1953
- L'uomo senz'ombra, tre atti di Paul Gilson, regia di Claudio Fino, trasmessa il 2 settembre 1953,
- Pilato, radiodramma di Giuseppe Di Martino e Santoni Rugio, regia di Umberto Benedetto, trasmessa il 26 settembre 1953
- Messaggio ad ignoti, di Ermanno Maccario, regia di Umberto Benedetto (1953)
- Assassinio nella cattedrale, dramma in due tempi di Thomas Stearns Eliot, regia di Enzo Ferrieri, trasmesso il 7 gennaio 1955
- Morte nella mano, di Douglas Cleverdon, regia di Umberto Benedetto, trasmessa il 16 marzo 1955
- A piedi nudi per Atene, di Maxwell Anderson, regia di Umberto Benedetto, 24 maggio 1954
- La scommessa del diavolo, radiodramma di Franca Caprino, regia di Marco Visconti, trasmessa il 5 ottobre 1955
- Il ritorno di Ulisse, dramma in tre atti di Stanisław Wyspiański, regia di Pietro Masserano Taricco, trasmessa il 7 ottobre 1955
- Amleto, di Riccardo Bacchelli, regia di Enzo Ferrieri, trasmessa il 18 novembre 1955
- Amleto è morto, di Cesare Meano, regia di Giulio Rolli, trasmessa il 24 febbraio 1956
- La donna del mare, dramma di Henrik Ibsen, regia di Corrado Pavolini, in onda il 7 dicembre 1956.

## Filmografia
- La mano della morta, regia di Carlo Campogalliani (1949)
- Ombre su Trieste, regia di Nerino Florio Bianchi (1952)
- L'orfana del ghetto, regia di Carlo Campogalliani (1954)